# Englewood, Colorado
Englewood är en stad i Arapahoe County i delstaten Colorado, USA med 32 532 invånare (2007).